# Jean Leirens
Jean Léon Charles Marie Leirens, ook Leirens-Eliaert, (Brussel, 9 augustus 1828 - Aalst, 24 januari 1913) was een Belgisch industrieel senator.

## Biografie

### Familie
Jean Leirens was een zoon van notaris Charles Leirens en Marie-Thérèse Nillis.
Hij trouwde in 1850 in Aalst met Josèphe Eliaert (1824-1898). Ze waren de schoonouders van Charles Liénart, schepen van Aalst, provincieraadslid van Oost-Vlaanderen en senator, en Joseph Casier, industrieel en gemeenteraadslid van Gent.
Hij was een schoonbroer van senator Paul de Bethune, schepen van Aalst, provincieraadslid van Oost-Vlaanderen en senator.

### Loopbaan
Leirens was textielindustrieel; hij had een vlasspinnerij en een blekerij in Aalst.
Rond 1860 liet hij in Helchteren een villa bouwen als zomerverblijf op de rand van een oud domein van de Abdij van Sint-Truiden genaamd Hoeverheide.
Van 1871 tot 1887 was hij rechter in de rechtbank van koophandel in Aalst, van 1885 tot 1887 als voorzitter.
In 1874 werd hij verkozen tot katholiek senator voor het arrondissement Aalst en vervulde dit mandaat tot hij in 1888 werd opgevolgd door zijn schoonzoon Liénart.